# Howard County (Arkansas)

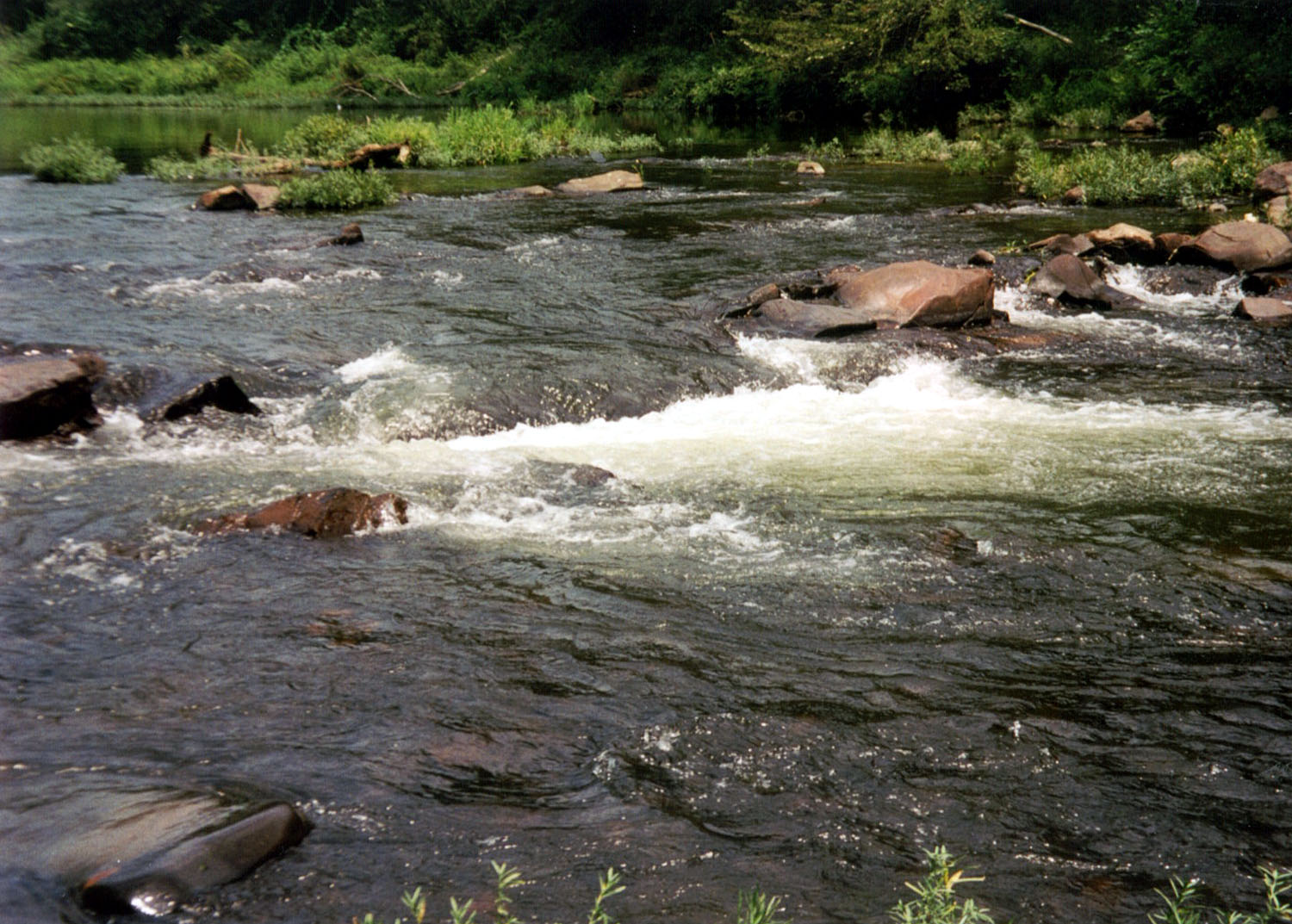
Der Cossatot River im Cossatot Reefs Park

Das Howard County ist ein County im US-Bundesstaat Arkansas.
Der Verwaltungssitz (County Seat) ist Nashville. Das County gehört zu den Dry Countys, was bedeutet, dass der Verkauf von Alkohol eingeschränkt oder verboten ist.

## Geographie
Das County liegt im Südwesten von Arkansas, ist im Westen etwa 30 Kilometer von Oklahoma, im Südwesten etwa 40 Kilometer von Texas entfernt und hat eine Fläche von 1542 Quadratkilometern, wovon 20 Quadratkilometer Wasserfläche sind. Es grenzt an folgende Countys:
|                     | Polk County | Montgomery County |
| Sevier County       |             | Pike County       |
| Little River County |             | Hempstead County  |

## Geschichte
Das Howard County wurde am 17. April 1873 aus Teilen des Hempstead County, des Pike County, des Polk County und des Sevier County gebildet. Benannt wurde es nach James H. Howard, einem Senator in Arkansas.
Die erste Bezirkshauptstadt war Center Point. 1905 wurde dies Nashville, da die Arkansas & Louisiana Railroad von Nashville nach Hope verlief.
Einer der ersten Siedler in dieser Gegend war John Tollett, ein Methodist aus dem Bledsoe County in Tennessee, der ab 1819 hier siedelte. Nachdem er bereits zwei Jahre zuvor die Gegend erkundet hatte, traf er alle Vorbereitungen, um mit mehreren Familien hierher zu ziehen. 1819 kam er mit den Familien und einer großen Zahl Sklaven an und siedelte hier. 1825 wurde die erste Sägemühle errichtet und 1842 das erste Postbüro eingerichtet.

## Demografische Daten
Nach der Volkszählung im Jahr 2010 lebten im Howard County 13.789 Menschen in 5463 Haushalten. Die Bevölkerungsdichte betrug ? Einwohner pro Quadratkilometer.
Ethnisch betrachtet setzte sich die Bevölkerung zusammen aus 71,8 Prozent Weißen, 20,6 Prozent Afroamerikanern, 0,7 Prozent amerikanischen Ureinwohnern, 0,6 Prozent Asiaten sowie aus anderen ethnischen Gruppen; 1,3 Prozent stammten von zwei oder mehr Ethnien ab. Unabhängig von der ethnischen Zugehörigkeit waren 9,8 Prozent der Bevölkerung spanischer oder lateinamerikanischer Abstammung.
In den 5463 Haushalten lebten statistisch je 2,56 Personen.
26,0 Prozent der Bevölkerung waren unter 18 Jahre alt, 59,5 Prozent waren zwischen 18 und 64 und 14,5 Prozent waren 65 Jahre oder älter. 50,8 Prozent der Bevölkerung war weiblich.
Das jährliche Durchschnittseinkommen eines Haushalts lag bei 31.196 USD. Das Prokopfeinkommen betrug 19.218 USD. 19,6 Prozent der Einwohner lebten unterhalb der Armutsgrenze.

## Kultur und Sehenswürdigkeiten

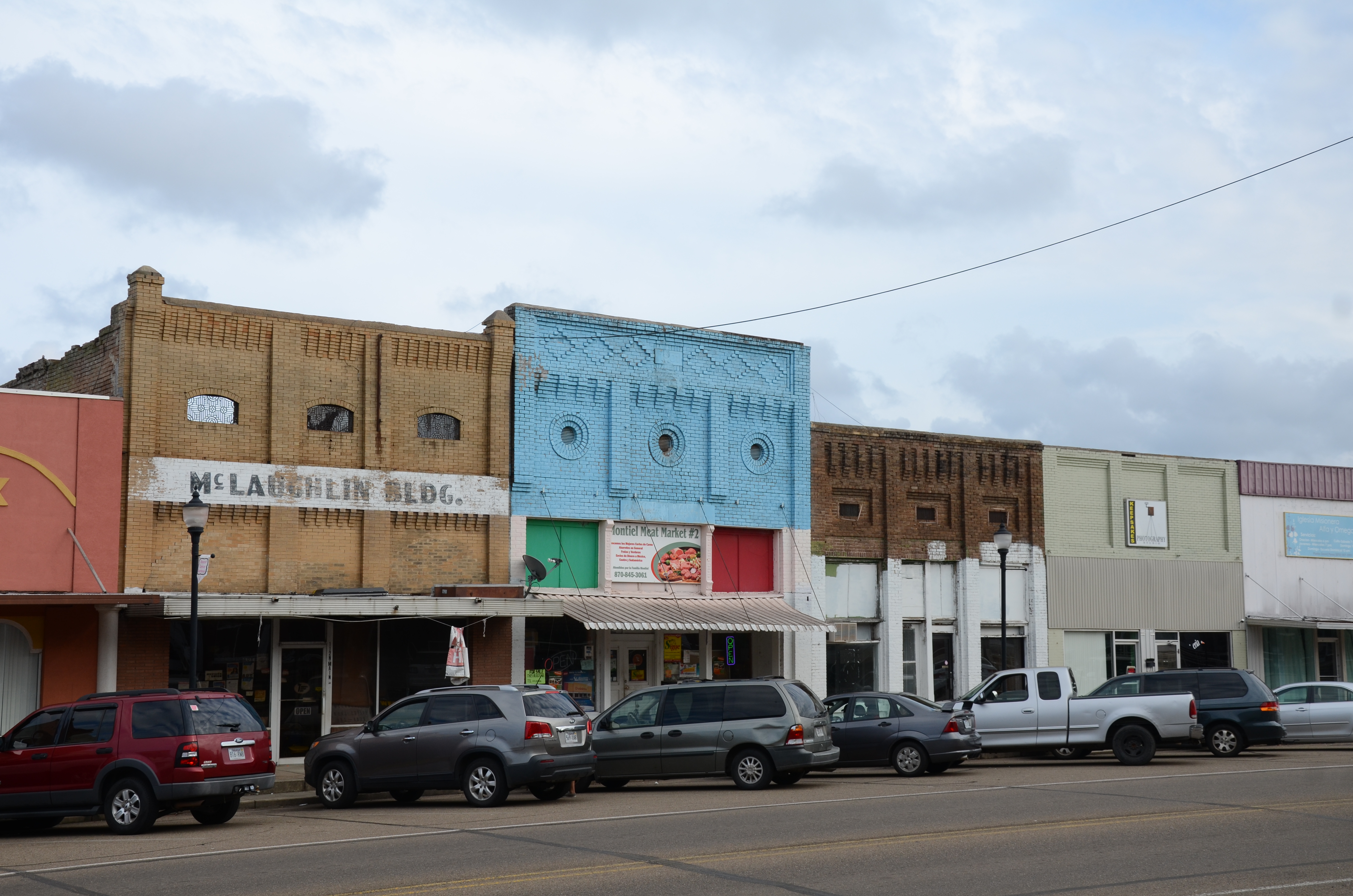
Im Malvern Commercial Historic District (2016). Dieser Bezirk ist seit September 2010 im National Register of Historic Places eingetragen.

13 Bauwerke, Stätten und historische Bezirke (Historic Districts) des Countys sind im National Register of Historic Places („Nationales Verzeichnis historischer Orte“; NRHP) eingetragen (Stand 25. Februar 2022), darunter das Gerichtsgebäude des County, der Ebenezer Campground sowie der Nashville Commercial Historic District.

## Orte im Howard County
Citys
- Dierks
- Mineral Springs
- Nashville

Town
- Tollette

Unincorporated Communitys
- Center Point
- Saratoga
- Umpire

Weitere Orte
- Allbrook
- Athens
- Atwood
- Baker Springs
- Bethany
- Blue Bayou
- Briar
- Buck Range
- Burg
- Corinth
- Davis Ford
- Duckett Ford
- Euclid
- Galena
- Midway
- Mineola
- Muddy Fork
- Okay
- Perkins
- Schaal
- Shiloh
- Temperanceville

Townships
- Blackland Township
- Blue Bayou Township
- Blue Ridge Township
- Brewer Township
- Buck Range Township
- Burg Township
- Center Point Township
- Clay Township
- County Line Township
- Dillard Township
- Duckett Township
- Franklin Township
- Holly Creek Township
- Madison Township
- Mineral Springs Township
- Mountain Township
- Muddy Fork Township
- Nashville Township
- Saline Township
- Saratoga Township
- Tollette Township
- Umpire Township